# Schillersdorf
Schillersdorf – miejscowość i gmina we Francji, w regionie Grand Est, w departamencie Dolny Ren.
Według danych na rok 1990 gminę zamieszkiwało 479 osób, a gęstość zaludnienia wynosiła 64 osób/km² (wśród 903 gmin Alzacji Schillersdorf plasuje się na 477. miejscu pod względem liczby ludności, natomiast pod względem powierzchni na miejscu 350.).